# Johann Benjamin Koppe

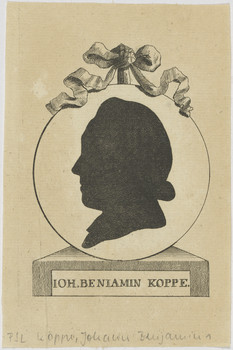
Johann Benjamin Koppe

Johann Benjamin Koppe (* 19. August 1750 in Danzig; † 12. Februar 1791 in Hannover) war ein deutscher lutherischer Theologe.

## Leben

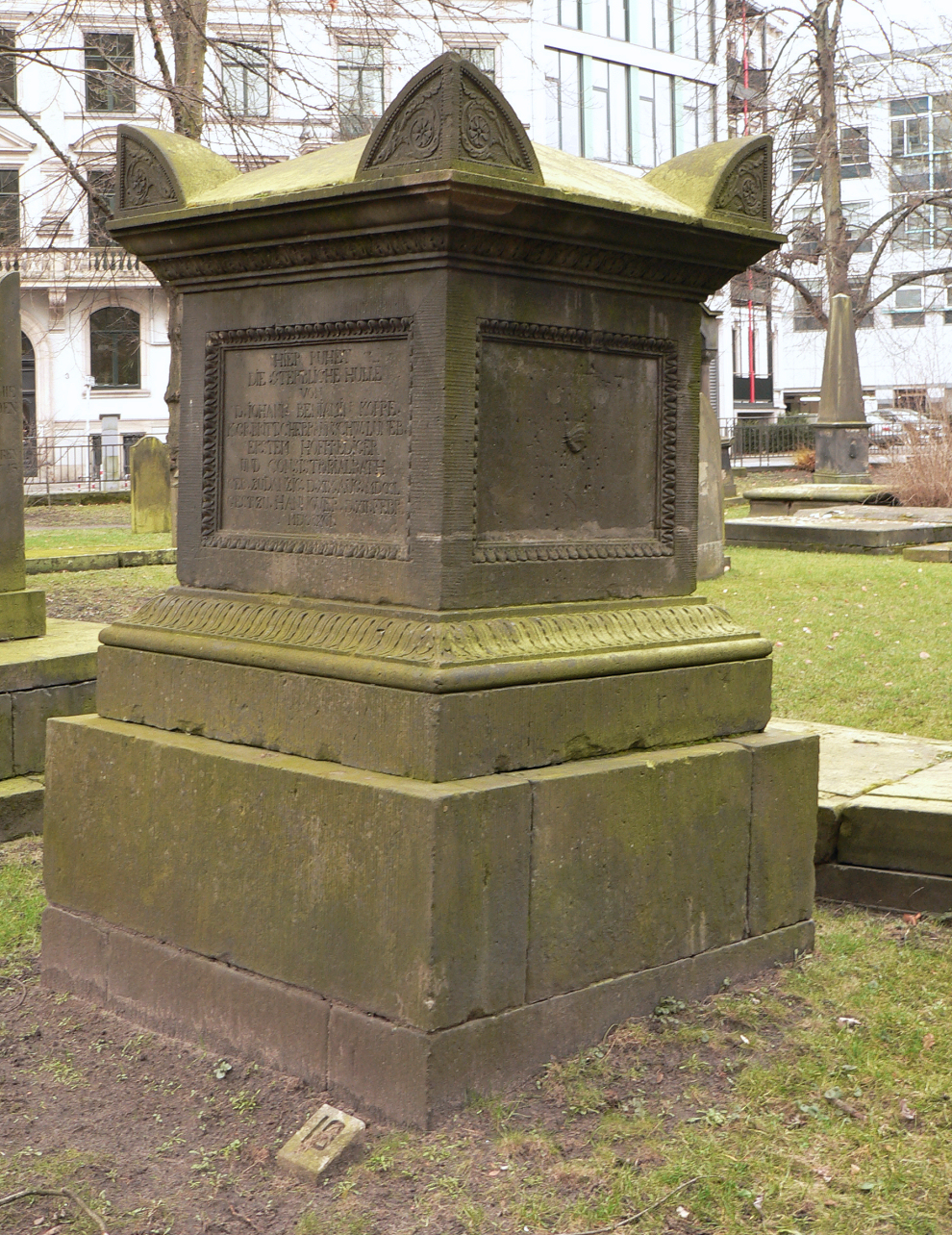
Grabmal auf dem Gartenfriedhof

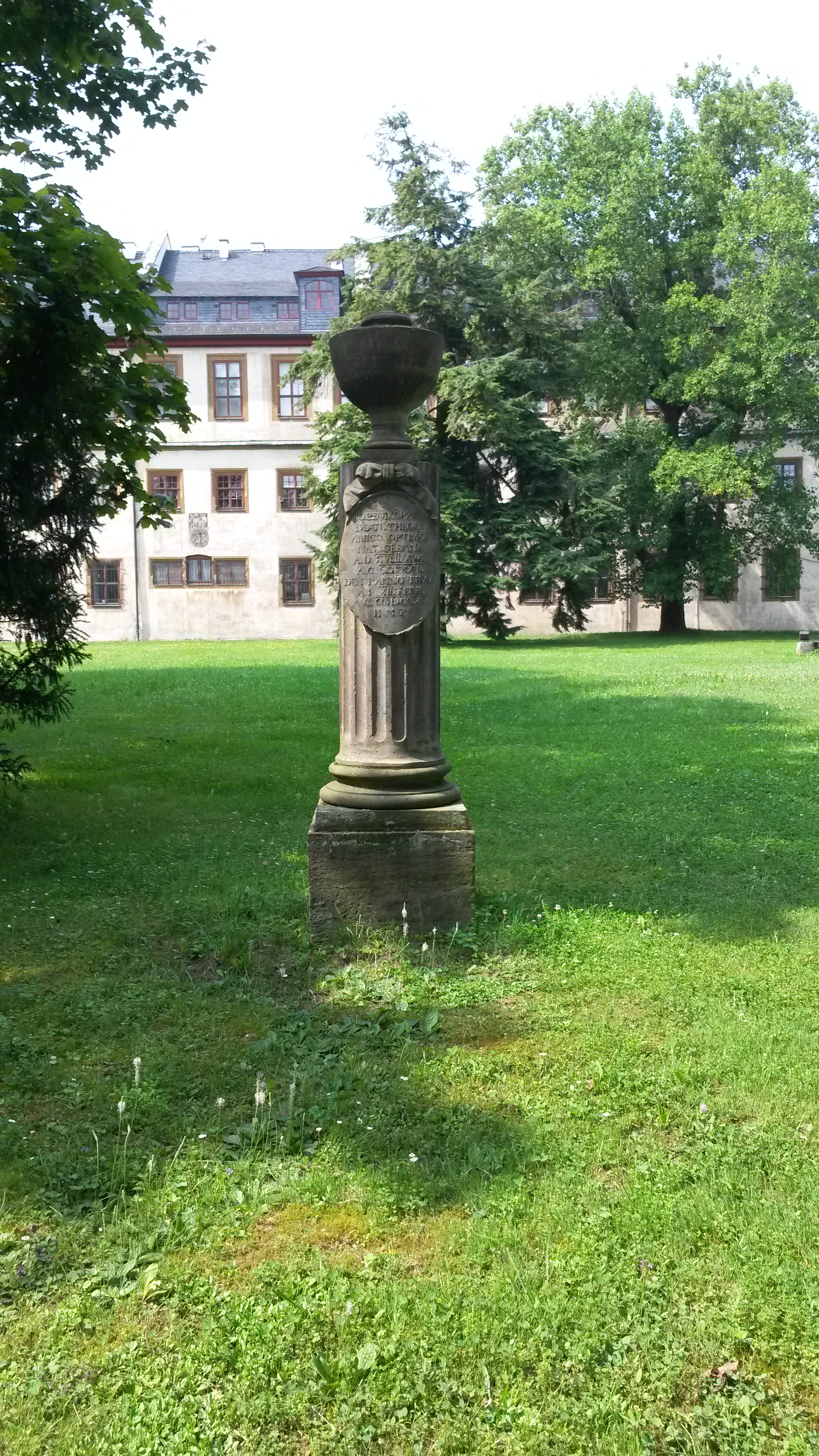
Denkmal für Koppe in Gotha

Koppe besuchte das Gymnasium in Danzig und begann 1769 mit dem Studium der Philologie und Theologie in Leipzig, das er ab 1772 in Göttingen fortsetzte. 1774 wurde er Professor für griechische Sprache an der Academia Petrina in Mitau, 1775 Professor an der Universität in Göttingen, ab 1777 zugleich Universitätsprediger und ab 1778 auch Direktor des Predigerseminars. Schwerpunkt seiner Vorlesungen bildete die alt- und neutestamentliche Exegese.
Wichtigste Veröffentlichung war eine Bearbeitung des Neuen Testaments unter dem Titel „N. T. graec. perpetua annotatione illustratum“ (1778), das nach seinem Tod von Thomas Christian Tychsen, Christoph Ammon, Johann Heinrich Heinrichs und David Julius Pott weitergeführt und erst im 19. Jahrhundert zu Ende geführt wurde. Außerdem publizierte er mehrere lateinische Programme, besorgte die Herausgabe einer deutschen Übersetzung des englischen Jesajaskommentars von Robert Lowth (1779–81) und gab ein Gesangbuch zum Gebrauch in der Universitätskirche heraus.
1784 ging Koppe als Oberpfarrer, Oberkonsistorialrat und Generalsuperintendent nach Gotha. 1788 wurde er zum ersten Hofprediger an der Schlosskirche Hannover, Konsistorialrat und Generalsuperintendent für die Generaldiözese Hoya-Diepholz berufen, starb aber schon drei Jahre später im Alter von 40 Jahren. In der kurzen Zeit seines Wirkens in Hannover gehörte zu seinen Aufgaben die Reorganisation und Erweiterung des hannoverschen Schullehrerseminars und die Mitarbeit bei der Herausgabe des hannoverschen Landeskatechismus („Katechismus christlicher Lehre, zum Gebrauch in den evangelischen Kirchen und Schulen der königl. Braunschweig-lüneburgischen Kurlande“, Hannover 1790).
Johann Benjamin Koppe wurde auf dem Gartenfriedhof bestattet, wo sich noch heute sein denkmalgeschütztes Grabmal mit den Grabsymbolen eines Tränenkrügleins und eines Schmetterlings findet.
Im Ostgarten des Gothaer Schlosses Friedenstein steht eine von einer Vase bekrönte ionische Säule mit Inschriftentafel, die an Koppe erinnert. Herzog Ernst II. von Sachsen-Gotha-Altenburg hatte sie nach dem Tod seines Freundes Koppe 1791 bei dem Gothaer Hofbildhauer Friedrich Wilhelm Eugen Döll in Auftrag gegeben. Nach 1926 wurde die Säule von ihrem ursprünglichen Standort im Park nahe der Kunstmühle (1945 zerstört) in den Ostgarten des Schlosses versetzt. Der Text der Inschrift auf der Säule lautet:
 IO. BENED. KOPPIO DR. THEOL. / AMICO OPTIMO. / NAT. GEDANI A. D. XVIII. AVG. 1750 / DEN. HANNOVERAE A. D. XII. FEBR 1791 / H. M. P.

## Werke
- Genauere Bestimmung des Erbaulichen im Predigen: zur Ankündigung des von Sr. Königl. Majestät auf der Georg Augustus Universität gnädigst gestifteten Prediger Seminariums. Göttingen: Verlag Johann Christian Dieterich, 1778
- Verzeichnis einer Sammlung von theologischen, historischen, philosophischen, philologischen und juristischen Büchern des Consistorialrath Koppe. 1791
- Über den Hofprediger Johann Benjamin Koppe. 1791
- Predigten: Nach seinem Tode herausgegeben. : 2. Sammlung. Göttingen: Verlag Johann Christian Dieterich, 1793
- Übersetzung von: Robert Lowth: Jesaias: neu übersetz nebst einer Einleitung und critischen philologischen und erläuternden Anmerkungen; aus dem Englischen Original: Isaias (Propheta.), vier Bände, Weidmann, 1779–1781
- Ein Gesangbuch[3]